# Мотив (музика)
Моти́в (від італ. motivo — привід, спонукання; від лат. motus — рух) — в теорії музики найменший елемент музичної структури, найпростіша ритмічна одиниця мелодії, що складається з короткої послідовності звуків, об'єднаної одним логічним акцентом і має самостійне виразне значення. У загальнопоширеному значенні — наспів, мелодія, що має виразний музичний зміст.

## Мотив як елемент форми
Музично-теоретичне поняття мотиву було сформульовано в XIX столітті на основі метроритмічних закономірностей Ріманом та Кутуаром. Пізніше, однак, музикознавці акцентують увагу на виразно-смисловій сутності мотиву (Зокрема Ю. Тюлін). Ряд дослідників вважають мотив неподільною структурою (напр. Encyclopédie de la Pléiade), інші однак допускають подальший поділ мотиву на компоненти, хоча й залишають за мотивом статус найменшого аналізованого елементу (Encyclopédie Fasquelle). В. Задерацький виділяє такі можливі компоненти мотиву: «ікт» — акцент, «перед-ікт» — що передує акценту, та «пост-ікт», що гасить енергію акценту. В той же час дослідник відзначає, що обов'язковим компонентом мотиву є лише «ікт», тоді як інші два можуть бути або не бути в наявності.
В західних джерелах мотиви розрізняють за характером їхньої будови і виокремлюють такі типи:
- Гармонічний мотив — серія конкретних абстрактних акордів, не пов'язана з мелодією або ритмом.
- Мелодичний мотив — мелодична формула, незалежна від інтервалів.
- Ритмічний мотив — характерна ритмічна формула, абстрактний аспект мелодії.

Музичні мотиви зазвичай об'єднуються у музичні фрази.

### Подібні терміни
Спорідненим терміном в англійській термінології є термін «музична фігура». Згідно зі словником Гроува є тотожним терміну «мотив», однак Р. Скрутон вважає, що термін «фігура» слід застосовувати лише для фонових побудов, тоді як «мотив» — для побудов переднього плану.
Ще одним специфічним терміном західного музиконавства є термін головний мотив (англ. Head-motif, нім. Kopfmotiv) — мотив на початку ряду творів, що складаються з декількох частин, що слугує об'єднавчим моментом для всіх частин. Він також може назватися «девізом», що найчастіше трапляється в католицьких циклічних месах XV–XVII століть.
У театральній музиці мотив, що супроводжує певний персонаж, місце або ідею, називається лейтмотивом. Втім, з точки зору музичної форми лейтмотив може являти собою як мотив, так і складнішу побудову.